# Adam Schultz
Adam Schultz je americký fotograf a hlavní oficiální fotograf Bílého domu za prezidenta Joe Bidena.

## Životopis
Schultz pracoval pro Clintonovu nadaci v New Yorku od roku 2007 do roku 2013. Působil jako fotograf prezidentské kampaně Hillary Clintonové v roce 2016. Poté se připojil k týmu prezidenta Bidena v dubnu 2019, poté, co se bývalý viceprezident začal ucházet o demokratickou nominaci, a byl hlavním fotografem Bidenovy prezidentské kampaně do roku 2020. Prezident Biden umožnil Schultzovi přístup k veřejným i soukromým okamžikům během své kampaně a nabízel pro fotografování vlastní vstupy a návrhy.
Schultz je absolventem Gruzínské státní univerzity.

## Galerie

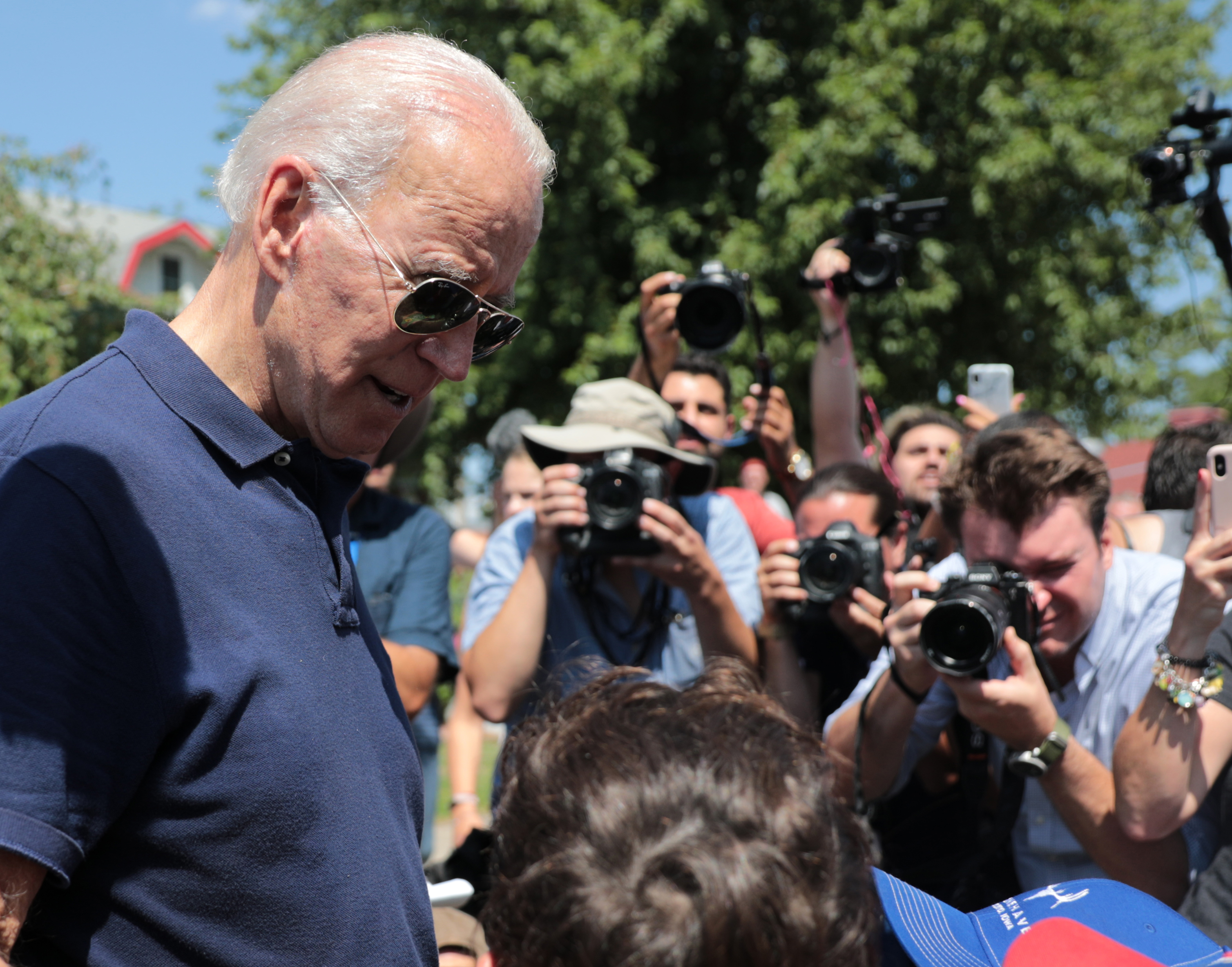
Adam Schultz (zcela vpravo) fotografuje prezidenta při setkání s Gagem Skidmorem
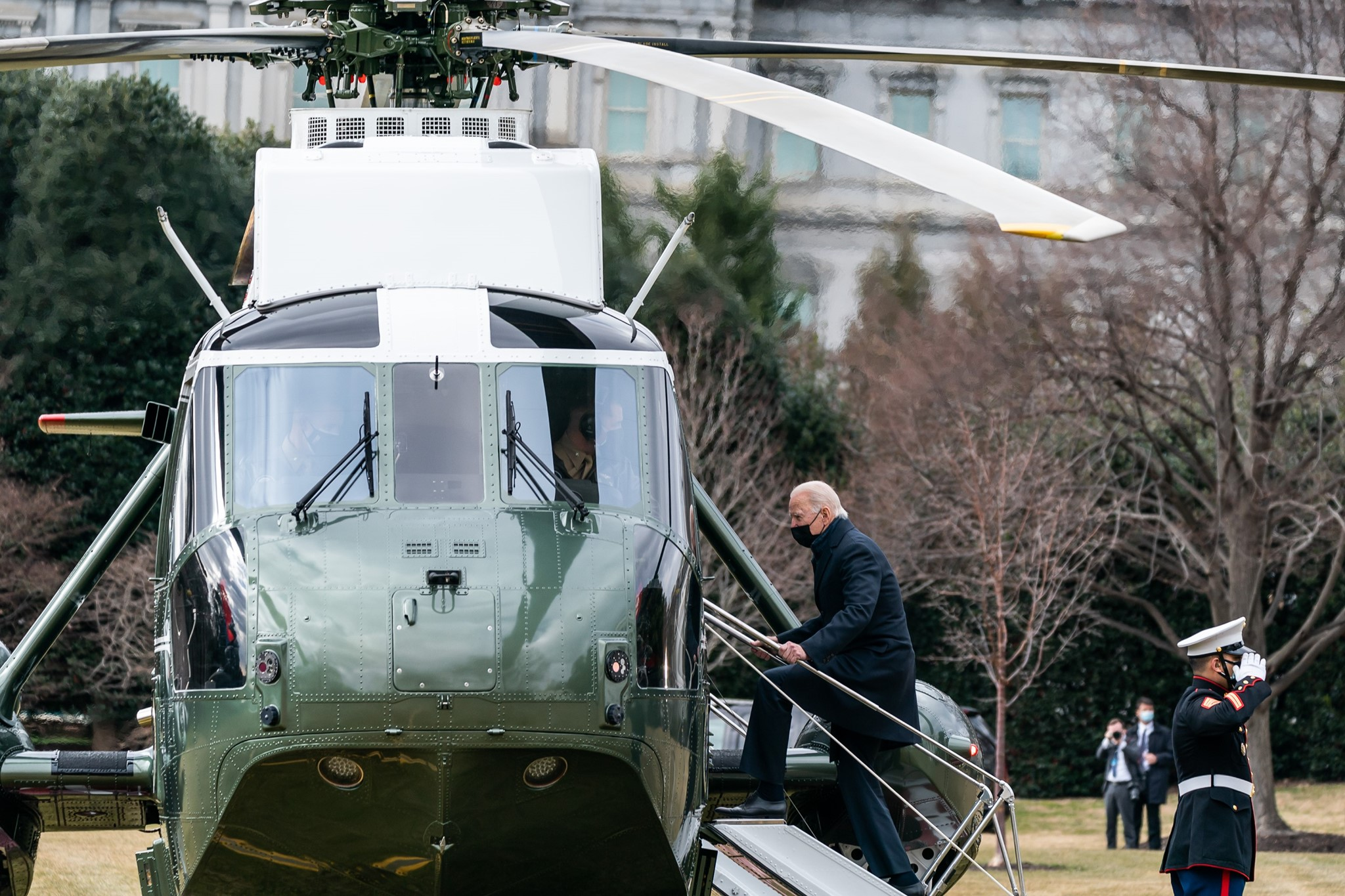
President Joe Biden boards Marine One
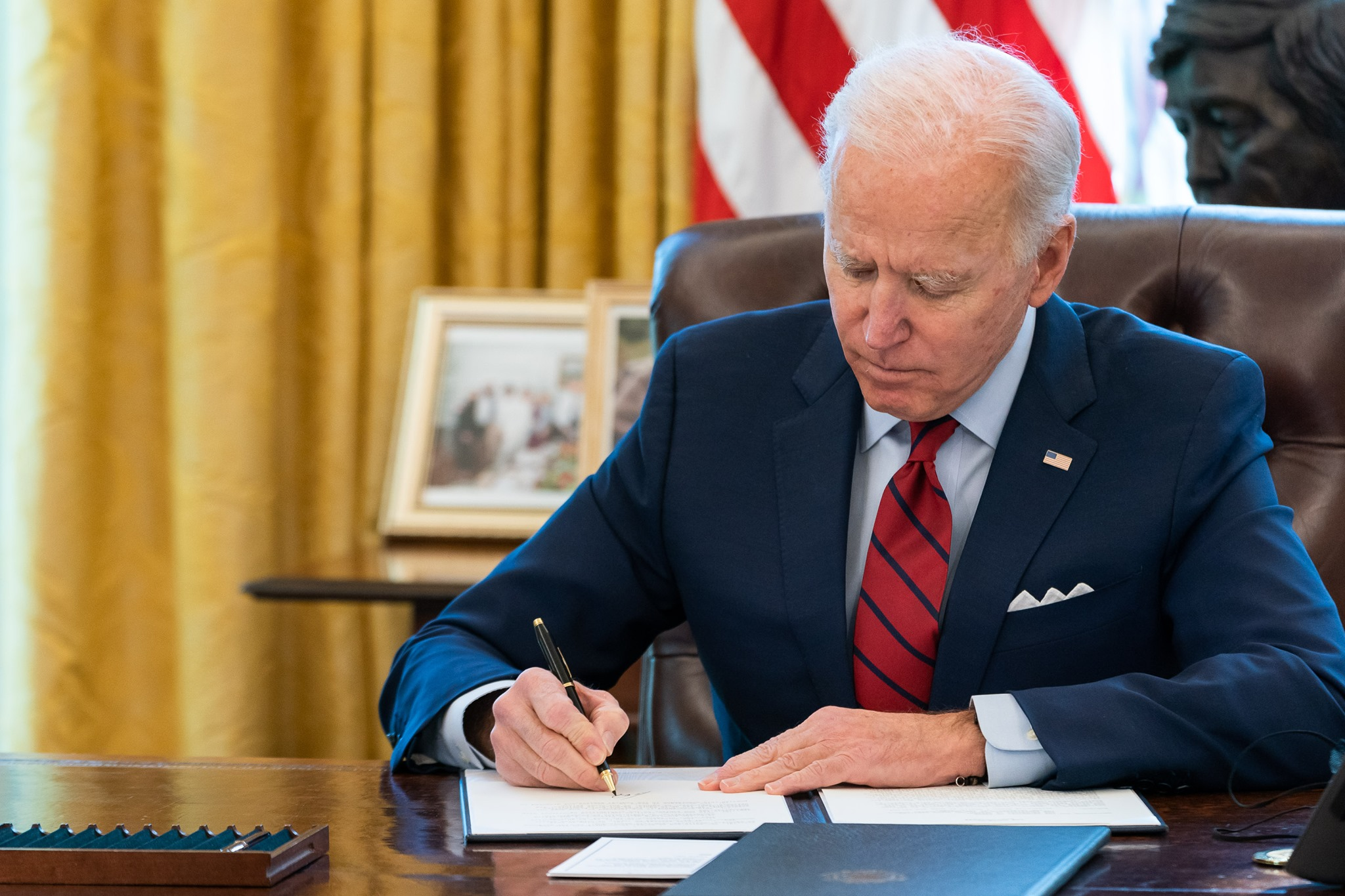
President Joe Biden signs executive orders on health care access and affordability
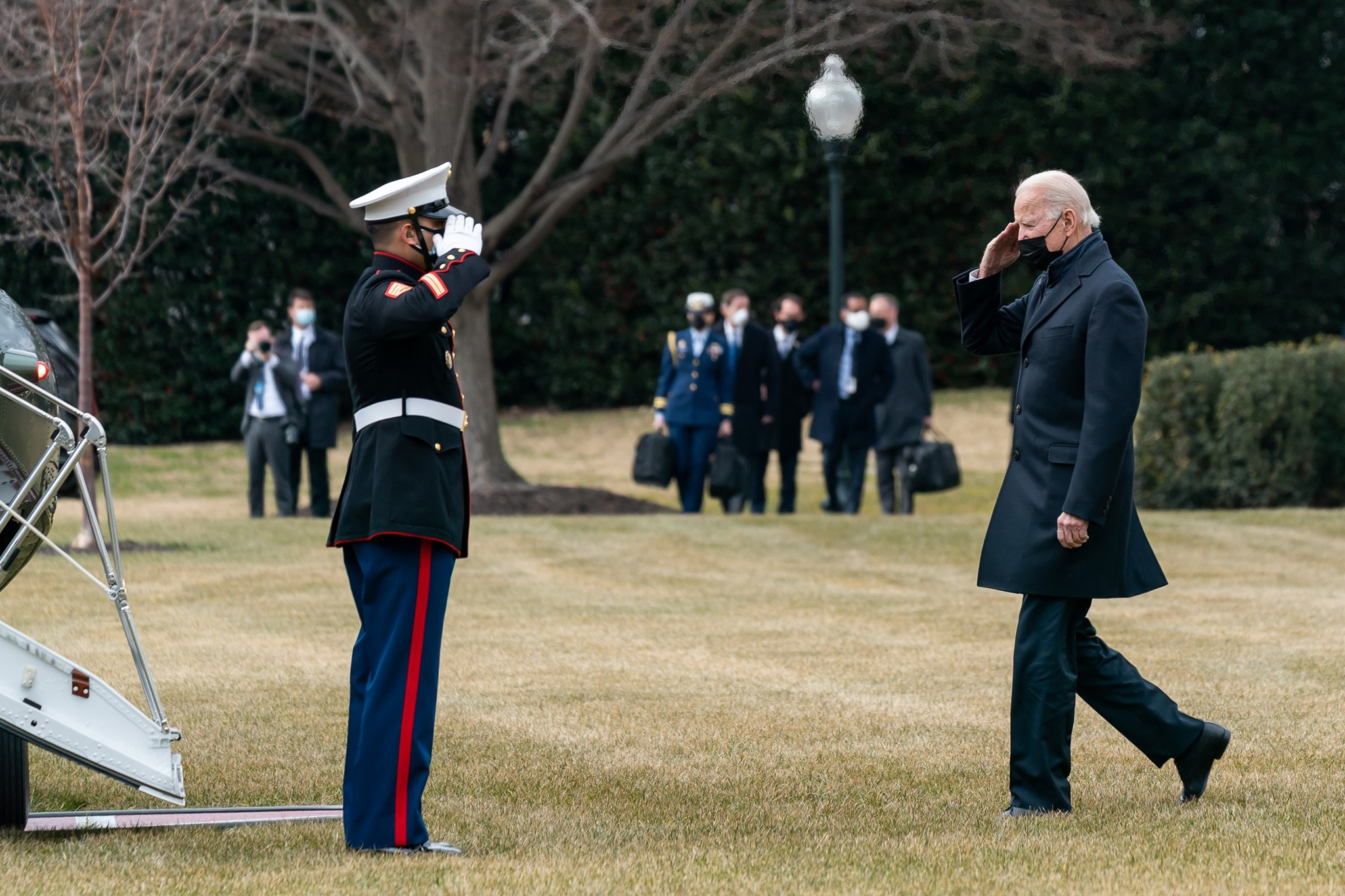
President Joe Biden visits Walter Reed